# Dwyane Wade
Dwyane Tyrone Wade (Chicago, 17 gennaio 1982) è un ex cestista statunitense.
Nel 2023 è stato inserito fra i membri del Naismith Memorial Basketball Hall of Fame.

## Biografia
Nato da JoLinda Wade e Dwyane Sr, Wade vive i primi 9 anni della sua infanzia nella zona sud di Chicago, in un quartiere noto alle cronache per la forte presenza di gruppi di stampo criminale. Successivamente al divorzio dal marito, avvenuto nel 1982 (4 mesi dopo la nascita di Dwyane), la madre di Wade comincia a fare uso di droga ed alcol con sempre maggior frequenza, fino al punto di trascurare i suoi figli. Viste le enormi difficoltà della madre e le scarse prospettive per i suoi coetanei maschi, la sorella di Wade, Tragil, decide nel 1991 di portarlo a vivere con il padre sulla 79ª strada.
Wade affermerà poi che quella fu una fase cruciale della sua vita: la grande disciplina del genitore lo portò a lavorare duramente sia in campo che fuori, guadagnandosi un posto in squadra alla Richards High School. Nella nuova scuola, il giovane Wade mostrò subito la sua bravura affermandosi come leader della squadra; tuttavia, i continui paragoni con il fratellastro maggiore Demetris a cui veniva sottoposto, lo portarono a trascurare del tutto il basket per praticare il football (dove affermava di sentirsi più libero), tornando alla pallacanestro soltanto nel suo penultimo anno.
Nel 2002 ha sposato Siohvaughn Funches, sua fidanzata del liceo, con la quale ha avuto due figli: Zaire (4 febbraio 2002), anch'egli cestista, e Zion (29 maggio 2007). La coppia si è separata nel 2007 e ha divorziato nel 2010 dopo una lunga battaglia legale. Nel 2011 Wade ha ottenuto la custodia esclusiva dei suoi due figli. Nel 2013 ha adottato ufficialmente suo nipote Dahveon Morris, figlio di sua sorella Deanna, che già da qualche anno viveva con la famiglia Wade. Nel 2008 ha iniziato una relazione con l'attrice e modella Gabrielle Union. Il 10 novembre 2013 è nato il suo terzo figlio, Xavier Zechariah, avuto da una breve relazione con Aja Metoyer. Il 21 dicembre 2013 Wade e la Union hanno annunciato l'intenzione di convolare a nozze e si sono sposati ufficialmente il 30 agosto 2014. Il 7 novembre 2018 la coppia ha avuto la sua prima figlia, Kaavia James, nata da madre surrogata. Nel 2020 la figlia dodicenne di Wade ha pubblicamente annunciato la propria transessualità e ha cambiato il proprio nome in Zaya. 
Il 27 agosto 2016 la sua cugina di primo grado, Nykea Aldridge, è morta (come vittima accidentale) durante una sparatoria tra bande a Chicago.

## Caratteristiche tecniche
Considerato una delle migliori guardie di tutti i tempi, disponeva di una grande velocità e atletismo, che gli consentivano di essere molto bravo a concludere al ferro. Non eccelleva nel tiro da 3 punti, ma sapeva segnare canestri da oltre l'arco in momenti delicati delle partite. Aveva anche una buona visione di gioco ed era un ottimo difensore, con una buona propensione alla stoppata e a rubare palloni.

## Carriera

### College
Dopo l'high school, Wade sceglie di andare al college, precisamente a Marquette, ma dovrà aspettare un anno prima di scendere in campo: i suoi voti infatti non gli consentiranno di passare il test per entrare in squadra.
Nonostante tutto, il coach della squadra Tom Crean decide di allenarlo ugualmente e di farlo diventare un assistente in panchina. Grazie a questo, Wade riesce a comprendere meglio il gioco, e al suo secondo anno domina sin dall'inizio della stagione, collezionando una media di 17,8 punti, 6,6 rimbalzi, 3,4 assist, 2,5 recuperi e 1,1 stoppate in 32 uscite. L'anno successivo è quello della consacrazione definitiva: Wade arriva a 21,5 punti, 6,3 rimbalzi, 4,4 assist, 2,2 recuperi e 1,3 stoppate di media, viene inserito nel primo quintetto ideale degli All American e nominato MVP delle Midwest Regional Final, riportando Marquette alla Final Four. Dopo due stagione di gioco, Wade prova ad entrare in NBA.

### NBA

#### I primi anni nella lega (2003-2005)

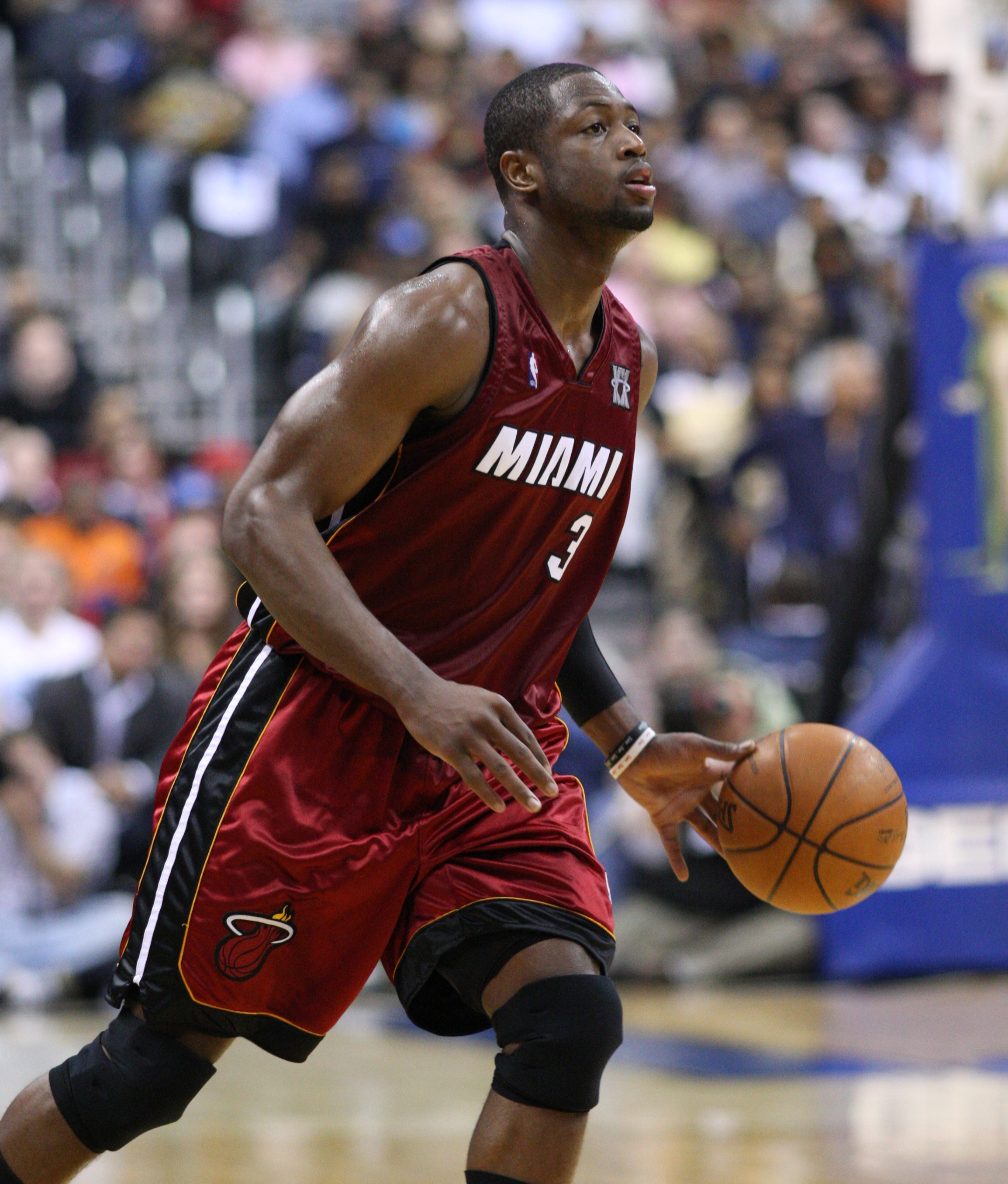
Dwyane Wade in azione

Wade si rese quindi eleggibile per il Draft 2003 e venne scelto dai Miami Heat con la quinta scelta assoluta, dietro a LeBron James, Darko Miličić, Carmelo Anthony e Chris Bosh.
Nel suo anno da rookie, un problema al polso lo ferma per le prime 21 partite ma successivamente Wade dimostra di essere una buona matricola, riportando i Miami Heat ad essere una squadra rispettabile. L'ombra gettata su di lui dalle due matricole più importanti, LeBron James e Carmelo Anthony, lo porta a lavorare ancora più duro e guida Miami a 17 vittorie sulle ultime 21 partite di stagione regolare, portando la sua squadra ai Playoffs NBA. I Miami Heat vinceranno la prima serie contro gli Hornets (da ricordare il canestro decisivo di Wade in faccia a Baron Davis in gara-1) ma perderanno contro gli Indiana Pacers al secondo turno; nonostante la sconfitta Wade si afferma come uno dei giocatori migliori della lega: le statistiche di Wade nei Playoffs NBA parlano di 18 punti, 5 assist e 4 rimbalzi.
Il rendimento di Wade nella sua prima stagione lo porta alla convocazione in Nazionale e, durante il ritiro, la dirigenza dei Miami Heat mette a segno il colpo di mercato che cambierà la storia della franchigia: la squadra della Florida cede Lamar Odom, Caron Butler e Brian Grant per avere Shaquille O'Neal dai Los Angeles Lakers. Il nuovo duo degli Heat, comincia subito a dare spettacolo e a dominare la Eastern Conference, supportati da compagni come Eddie Jones, Damon Jones ed altri; Miami vince 59 partite in stagione regolare, a fronte di sole 23 sconfitte; in una delle ultime gare di regular season però Shaq si procura un ematoma alla coscia in seguito ad una ginocchiata di Jermaine O'Neal. Iniziano i Play-off NBA e l'infortunio di O'Neal lo costringe a saltare la prima serie contro i Nets, spazzati via con un 4-0 grazie ad un Wade da 26,5 punti, 6,2 rimbalzi e 8 assist. La seconda serie vede il ritorno di O'Neal, che contribuisce ad un altro cappotto, stavolta ai danni degli Wizards: Wade realizza 31 punti di media con 7 rimbalzi e 8 assist. La finale di conference li porta davanti ai Detroit Pistons, campioni NBA in carica che vengono battuti in gara-5 e mandati sotto 2-3. A causa di un problema muscolare, Wade salta gara-6, persa 95-66, ed una gara-7 leggermente sotto tono (20 punti frutto di un 7/20, 4 assist, 1 rimbalzo e 5 palle perse) darà la vittoria per 88-82 ai Pistons. In seguito all'eliminazione gli Heat allestiscono un maxi-scambio (13 giocatori coinvolti, la più grande trade mai avvenuta) rivoluzionando la squadra: prendono Antoine Walker, Gary Payton, James Posey e Jason Williams.

#### Il primo titolo NBA e il premio di MVP delle Finals (2005-2006)

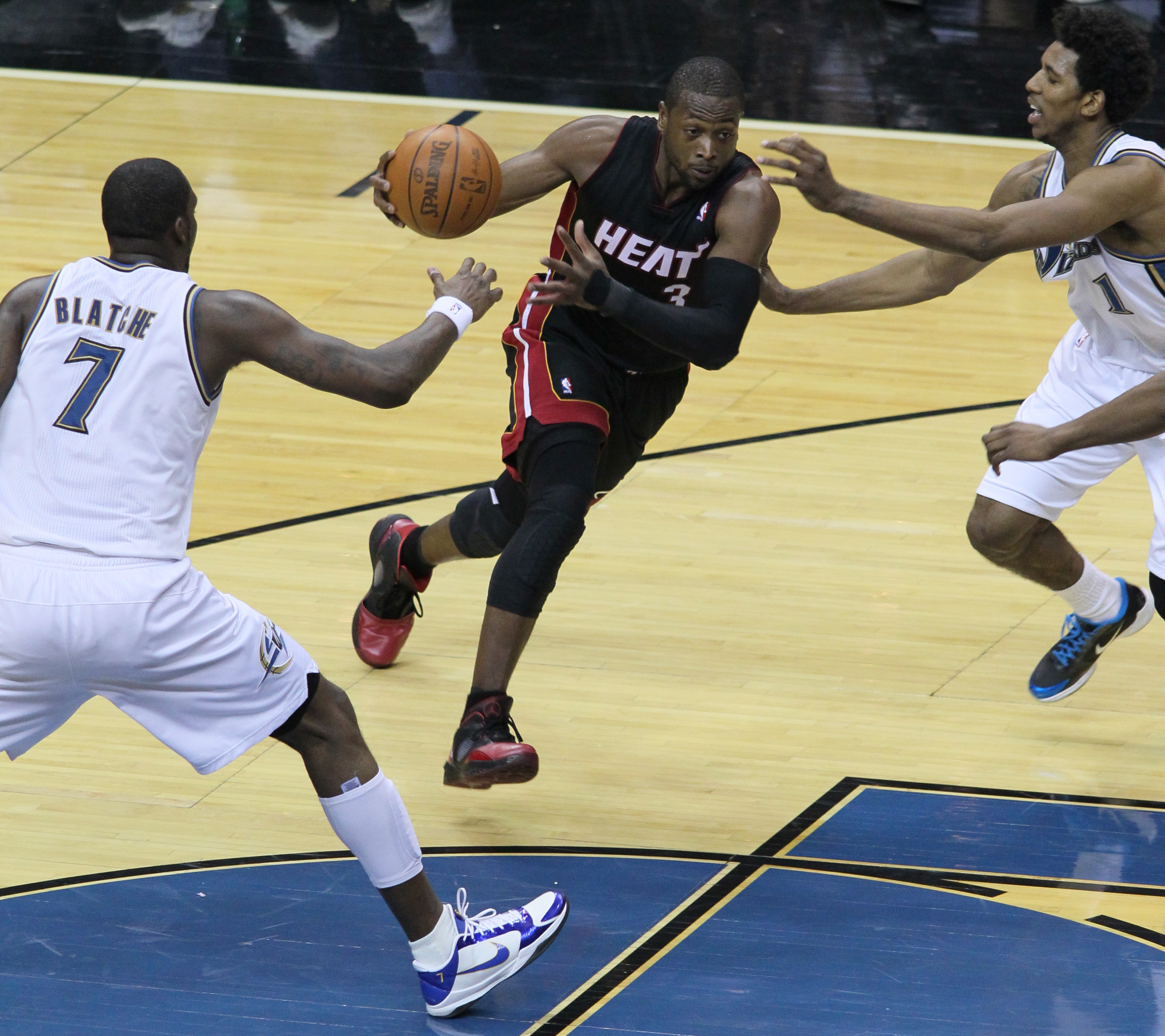
Dwyane Wade mentre effettua uno slalom fra gli avversari

La stagione successiva, i pronostici vedono gli Heat favoritissimi ma dopo due partite O'Neal si infortuna e salta le successive 18; la squadra accusa il colpo e al rientro di Shaq, il record è di 10-10. È proprio in questo periodo che il general manager dei Miami Heat, Pat Riley, decide di prendere per mano la squadra diventando head coach, subentrando al posto di Stan Van Gundy. La squadra si riprende vincendo 9 delle successive 12 partite e conquistando i PO con un record di 50-32.
Al primo turno gli Heat trovano Chicago per una serie che sembra solo una formalità ma dopo un facile 2-0 a Miami, nella città del vento i Bulls pareggiano la serie e, complice un infortunio di Wade ad inizio partita, in gara-5 si portano in vantaggio e sfiorano la clamorosa rimonta; quando però nel finale torna Wade gli Heat rimontano e vincono la partita, chiudendo poi la serie 4-2 in gara-6.
Il secondo turno vede gli Heat affrontare New Jersey, dai quali erano stati sconfitti 3 volte su 4 in regular season. In gara-1, a Miami, i Nets dominano e vincono 100-88. In gara-2 e 3 gli Heat fanno la voce grossa e si portano sul 2-1 ed in gara-4, con il punteggio in bilico, una tripla di Payton dà a Miami il 3-1. Tornati in casa, Miami si batte in una gara equilibratissima con New Jersey e a pochi secondi dalla fine è in vantaggio 106-105. Wade intercetta una rimessa di Kidd diretta a Carter e gli Heat portano a casa la serie in 5 partite.

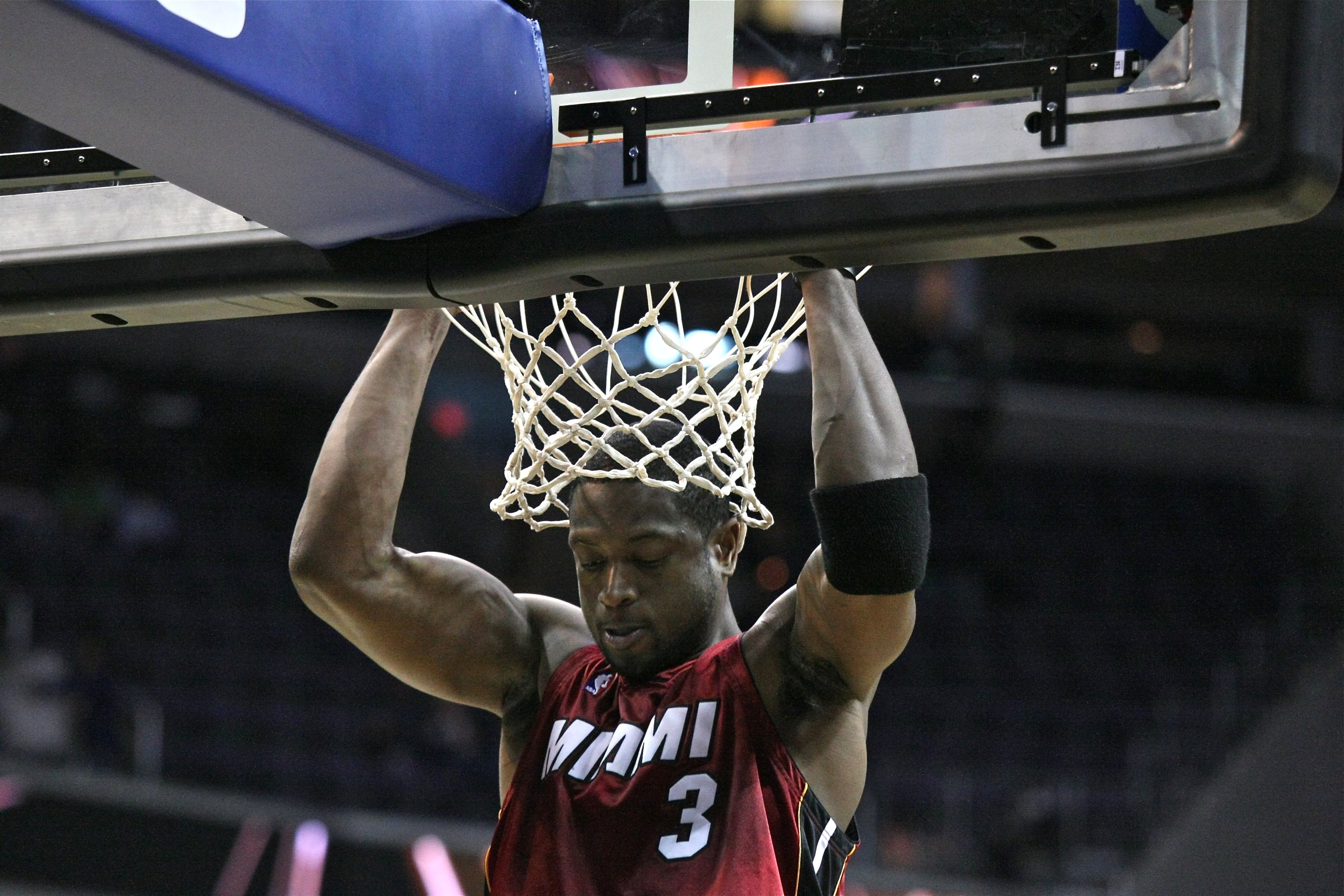
Wade si appende al canestro, gesto che è solito fare prima di ogni partita

In finale di Conference Miami incontra ancora una volta i Pistons, detentori del miglior record in stagione regolare. Gara-1 comincia con una partenza sprint degli Heat che vanno pesantemente in vantaggio ma dopo il primo quarto, il conto dei falli è pesante e Shaq e Wade sono costretti a vedere dalla panchina la rimonta di Detroit che si porta fino al -1, quando la reazione del supporting cast degli Heat affonda i Pistons al Palace. I Pistons reagiscono e vincono sul filo per 92-88 gara-2 ma a Miami gli Heat vincono gara-3 e 4 e, nonostante una grande prova in Prince in gara-5 (29 punti) che tiene a galla i Pistons, Miami domina gara-6 e chiude la serie 4-2
In Finale NBA arrivano i Dallas Mavericks, favoritissimi per il titolo, che a marzo avevano sconfitto gli Heat di 36 punti. Miami in gara-1 parte alla grande, andando sul +9 a inizio primo quarto ma nel secondo quarto Jason Terry si accende e con 20 punti nel primo tempo porta i Mavs in vantaggio. La ripresa è un massacro e Miami si riprende solo nel finale ma non basta per evitare la sconfitta 90-80. Gara-2 comincia più o meno nello stesso modo, un inizio di partita molto vivace ma nella ripresa, sotto i colpi di Stackhouse e Dirk Nowitzki, Miami affonda e i Mavericks portano a casa il 2-0. Tra gara-2 e gara-3, Pat Riley si cala nella parte del motivatore e in un allenamento, portando in spogliatoio un giornale di Dallas che dava gli Heat già per spacciati assicura alla sua squadra che il 20 giugno (giorno in cui si sarebbe dovuta disputare l'eventuale gara-6) avrebbero vinto il titolo. All'inizio di gara-3 la motivazione sembra dare i suoi effetti e a fine primo tempo Miami è sul +11, grazie ad una grande prova di squadra. Ancora una volta però Dallas reagisce e Dirk (30 punti alla fine per lui) porta i Mavs sul + 13 a 6 minuti dalla fine. Stavolta però si sveglia Wade che infila 12 punti in fila in 6 minuti (42 alla fine per lui) e, grazie a un 2/2 di Shaq dalla lunetta e a un tiro di Payton a pochi secondi dalla fine, Miami porta a casa la prima vittoria nella serie. Gara-4 è una dimostrazione di forza, dominata da Miami che vince 98-74 e pareggia la serie. La partita più bella della serie è senza dubbio gara-5, che vede Wade (42 punti alla fine) e Jason Terry (35) darsi battaglia. Sarà un tiro di Wade sul finire a mandare all'overtime la partita e a 1 secondo dalla fine metterà due liberi per il 3-2 di Miami. Si torna a Dallas per gara-6, dove i Mavericks cominciano alla grande, portandosi in vantaggio pesantemente. La risposta di Miami arriva con un pesante parziale e all'inizio dell'ultimo quarto gli Heat sono in vantaggio di tre punti. Il quarto quarto vede protagonisti lui, Alonzo Mourning, Udonis Haslem e Jerry Stackhouse. A 5 secondi dalla fine Dallas è ancora sotto di tre e Terry si incarica del tiro decisivo, che però sbaglia (0/5 da tre nell'ultimo quarto per lui), dando a Miami il primo titolo NBA. In questo stesso anno durante l'All-Star Weekend partecipa al suo secondo NBA All-Star Game, realizzando 20 punti e segnando il canestro decisivo. Inoltre ha partecipato all'NBA Skills Challenge dove ne è uscito vincitore.

#### Gli anni di transizione (2006-2010)

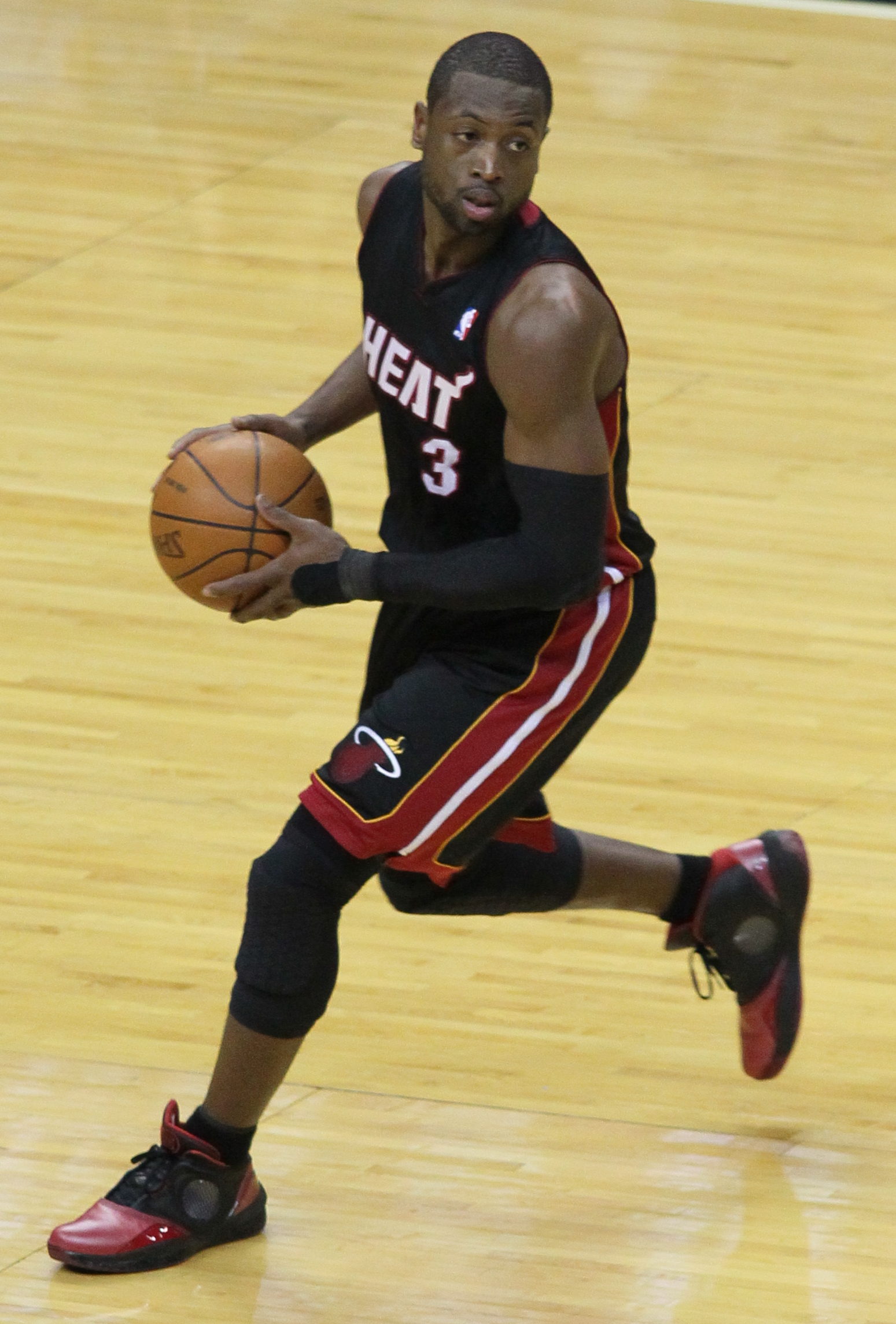
Wade palla in mano contro i Wizards.

Nella stagione 2006-07, a causa di un infortunio di O'Neal, Wade si caricò la squadra sulle proprie spalle e fu grazie a lui che gli Heat riuscirono a rimanere sul 50% di vittorie/sconfitte. Al ritorno di O'Neal la squadra ritornò ai livelli dell'anno precedente sfiorando le 10 vittorie consecutive ma successivamente si infortunò Wade per una lussazione alla spalla e dovette saltare molte gare tornando dopo una riabilitazione per i playoff; tuttavia, per colpa dell'invecchiamento di alcuni componenti del roster, infortuni e mancanza di stimoli, non riuscì ad evitare il 4-0 contro i Chicago Bulls. Anche in quell'anno è stato presente all'All-Star Game, dove ha realizzato 10 punti e 6 palle rubate e ha vinto ancora una volta l'NBA Skills Challenge.
Nell'estate per risolvere i problemi con gli infortuni si fece operare saltando però i primi quindici giorni di campionato. La dirigenza sbagliò completamente la campagna acquisti, circondando Wade di giocatori che non potevano avere di certo l'etichetta di vincenti e soprattutto Shaquille O'Neal e Jason Williams erano fermi per infortunio. Visto ormai l'impossibilità della squadra di arrivare ai playoff Wade si fermò dopo 51 partite per problemi al ginocchio. A febbraio partecipa per la quarta volta all'All-Star Game segnando 14 punti. L'11 marzo Pat Riley, coach degli Heat, annuncia che Wade non concluderà la stagione per sottoporsi a un intervento al ginocchio sinistro molto particolare chiamato OssaTron.

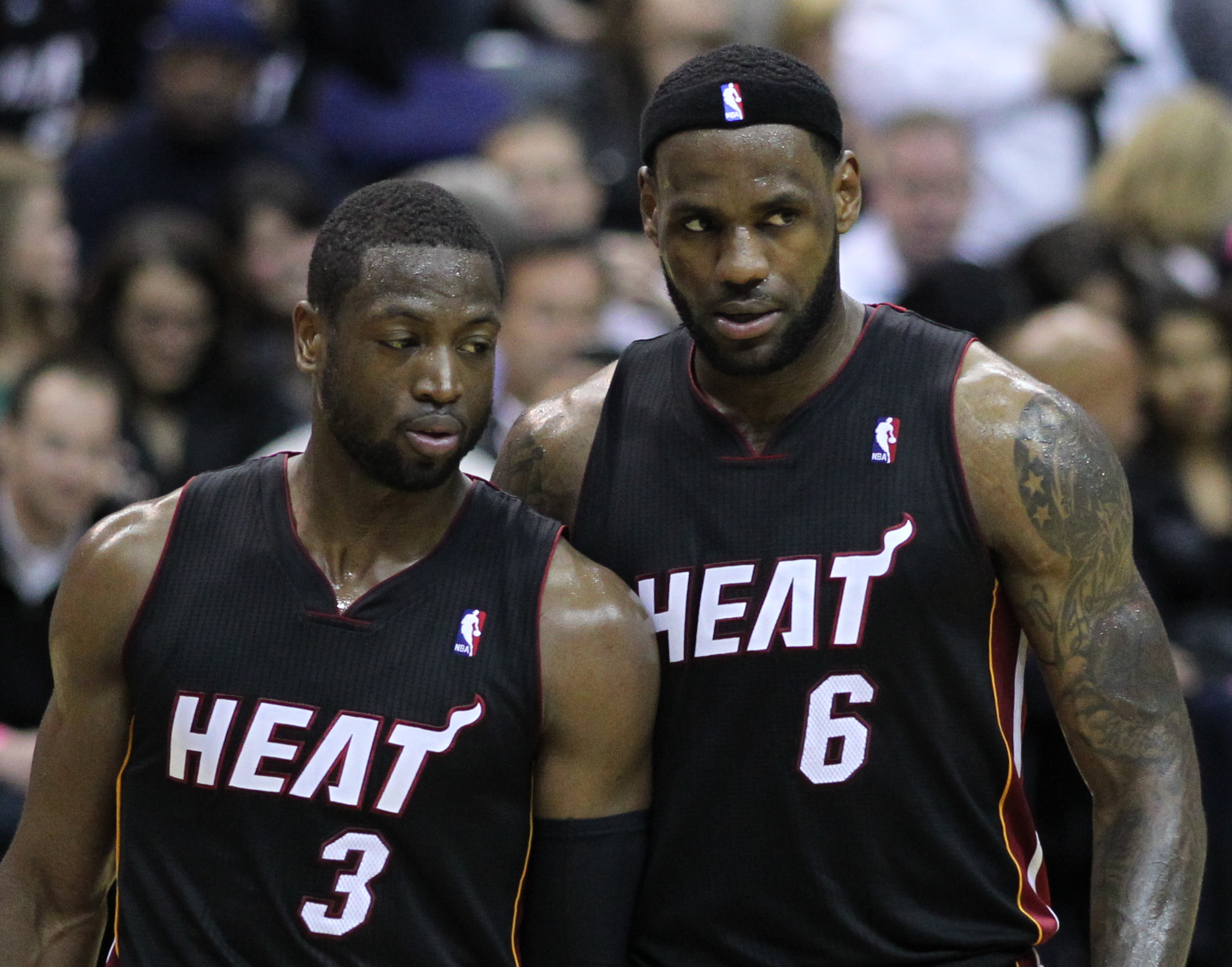
Wade (a sinistra) e James

In estate, superati gli infortuni, Wade torna al top, partecipando alle Olimpiadi di Pechino, facendo parte del Dream Team degli USA e vincendo la medaglia d'oro. Qui è stato il trascinatore del team nella corsa all'oro collezionando partita per partita una media di 16 punti, tirando con il 67%, 4 rimbalzi, 2 assist e 2,3 palle rubate; probabilmente è stato il miglior giocatore del team e nella finale contro la Spagna ha realizzato 27 punti, tirando con il 75%, 4 palle rubate, 2 assist e due rimbalzi in 27 minuti. Da quel punto non si è più fermato.
Nella stagione 2008-09 è tornato quello di prima, portando la squadra fino ai playoff; gli Heat hanno realizzato così un record, divenendo la seconda squadra dopo i San Diego Rockets del 1968-69 capace di rialzarsi così in fretta dopo un'annata da non più di 15 vittorie. Wade ha chiuso la sua regular season contro i New York Knicks realizzando 55 punti con un 19 su 30 (sfiorando il record di franchigia di 56 punti), 9 rimbalzi, 4 assist e 1 stoppata. Alla fine della stagione è il miglior marcatore della NBA con 30,2 punti a partita ed è il primo giocatore della storia degli Heat a farlo. Inaspettatamente, grazie alle sue eccezionali statistiche si è candidato al premio di MVP, senza però riuscire a vincerlo, essendo stato molto penalizzato dal record di squadra. Durante i playoff Wade totalizza una media di 29,1 punti a partita, non riuscendo però a portare gli Heat oltre il primo turno giocato contro gli Atlanta Hawks che si è concluso in gara-7. All'All-Star Game seguente totalizza 28 punti,11 assist, 6 rimbalzi e 5 palle rubate ed è nominato MVP. Il 1º novembre 2009, realizzando 25 punti contro i Chicago Bulls, ha superato la soglia dei 10.000 punti, il primo a farlo con la casacca degli Heat.

#### L'arrivo di LeBron James e gli altri due titoli NBA (2010-2014)

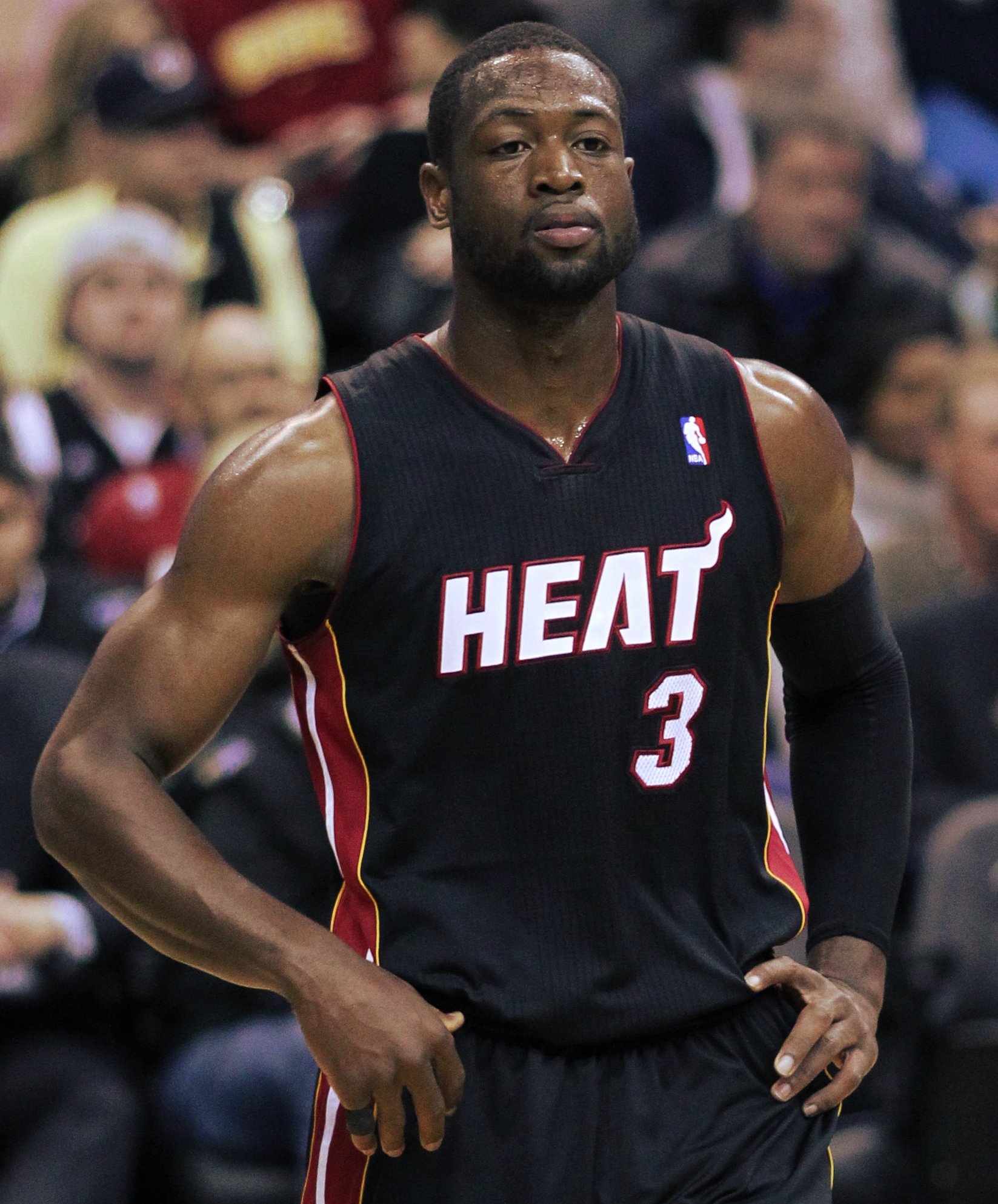
Wade con la sua classica casacca numero 3

Dopo l'eliminazione dai Playoffs 2010 subita dai Boston Celtics, la dirigenza di Miami mette a segno due colpi di mercato straordinari di cui uno rimarrà nella storia NBA: nella squadra della Florida infatti arriva prima Chris Bosh (come free agent) da Toronto, e successivamente LeBron James da Cleveland (anche lui come free agent). Le prospettive per la nuova stagione sono da titolo, ma i Miami Heat faticano a ingranare e a trovare una chimica di squadra e non partono bene, ma dopo le prime 10 partite il loro gioco di squadra sale di livello fino a raggiungere i Boston Celtics in cima alla Eastern Conference. Alla fine della regular season, Wade e gli Heat concludono secondi, dietro i Chicago Bulls, con un record di 58 vittorie e 24 sconfitte.
A questo punto Miami accede ai Playoff, incontrando i Philadelphia 76ers. Gli Heat non hanno molte difficoltà e passano il turno 4-1. Successivamente gli Heat affrontano i Boston Celtics e, grazie a un Wade da 30 punti di media nella serie, Miami supera anche l'ostacolo Boston con un 4-1. Una serie che è stata vinta soprattutto grazie a una difesa sensazionale da parte degli Heat. In finale 2011 gli Heat incontrano i Dallas Mavericks, per la rivincita del 2006. Gara-1 viene vinta abbastanza facilmente dagli uomini di Spoelstra, e così sembra anche gara2, quando Miami è sopra di 15 punti a 7 minuti dalla fine. Tuttavia alla fine è Dallas a prevalere, grazie alle prestazioni di Dirk Nowitzki, Jason Terry e Jason Kidd, col tedesco che realizza il canestro della vittoria negli ultimi istanti di partita. A Dallas però gli Heat si riprendono il fattore campo andando a vincere gara-3. Sarà l'ultima vittoria di Miami, poiché le successive gare in Texas sono appannaggio dei Mavs, i quali andranno a concludere l'opera in Florida in gara-6, vincendo il loro primo titolo NBA, e vendicando la dura sconfitta del 2006.
Durante la off season Wade tramite un comunicato fa sapere la sua intenzione di voler giocare in Europa o in Giappone nel caso di un lock-out da parte della NBA con conseguente diminuzione del numero di partite da 82 a 66. Viene inserito nel quintetto base della NBA Eastern Conference per l'edizione 2012 dell'NBA All-Star Game. In cui diverrà il terzo giocatore, dopo Michael Jordan e LeBron James a realizzare una tripla doppia (24-10-10) ad un'All-Star Game. Conclude la stagione con 22,1 punti di media, con 4,8 rimbalzi e 4,6 assist. Il 22 giugno 2012 vince il suo 2º titolo NBA con i Miami Heat, battendo gli Oklahoma City Thunder in finale per 4-1.
Nella stagione 2012-2013 i Miami Heat sono protagonisti della terza striscia vincente più lunga della storia NBA, totalizzando 27 vittorie consecutive. Wade gioca l'All-Star Game mettendo a referto 21 punti e 7 assist, e conclude l'anno con 21,2 punti di media, 5 rimbalzi e 5,1 assist, con il 52,1% al tiro (career-high). Gli Heat si qualificano primi in conference con un record di 66 vittorie e 16 sconfitte.
Ai NBA playoffs superano prima i Milwaukee Bucks (4-0), poi i Chicago Bulls orfani di Derrick Rose, e in finale di conference gli Indiana Pacers di Paul George e arrivano alle finals contro i San Antonio Spurs. Miami e San Antonio danno il via ad una combattutissima serie sino a gara-7 dove Miami bisserà il titolo battendo gli Spurs 95-88 e Wade metterà a segno una doppia doppia con 23 punti e 10 rimbalzi. Questo è per Wade il terzo anello NBA. Nell'estate si sottopone nuovamente al trattamento OssaTron, già utilizzato in passato per alleviare i problemi alle ginocchia.
Nella stagione 2013-2014 i Miami Heat riescono ad arrivare ancora alle Finals, dove affrontano di nuovo i San Antonio Spurs. Questa volta per Miami non c'è scampo, e gli Heat perdono 4-1, anche grazie a prestazioni non esaltanti di Wade.

#### Gli ultimi anni a Miami e l'approdo ai Chicago Bulls (2014-2017)

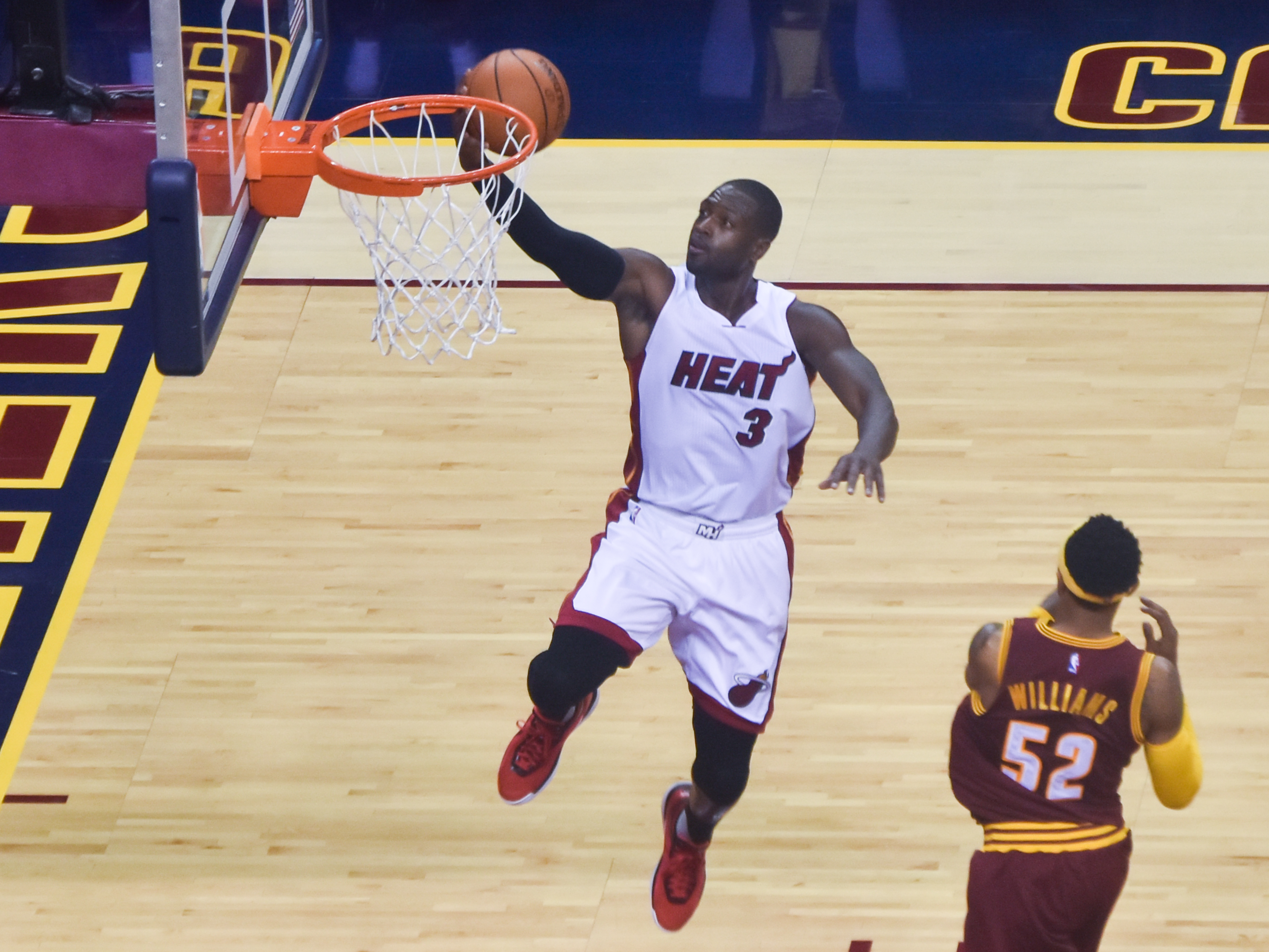
A canestro contro i Cavs.

La stagione 2014-2015 si apre con l'addio di LeBron James. I Miami Heat non riescono a raggiungere i Playoffs, nonostante Wade concluda la stagione a più di 20 punti di media.
Nella stagione 2015-2016, gli Heat si qualificano ai Playoff, grazie all'esplosione di Hassan Whiteside e ai rinforzi estivi operati da Pat Riley. Dopo aver superato al primo turno gli Hornets, con ottime prestazioni di Wade, soprattutto in gara-5 e gara-6, Miami si ferma al secondo turno contro i Toronto Raptors in sette gare.
Non avendo trovato un accordo per il rinnovo contrattuale, Wade lascia i Miami Heat dopo 13 anni e il 6 luglio 2016 firma un contratto biennale da 47,5 milioni di dollari con la squadra della sua città natale, i Chicago Bulls. Wade avrebbe potuto andare ai Bulls già in 2 occasioni: la prima al Draft 2003, la seconda nel 2010 quando i Bulls avevano trovato l'accordo con lui e LeBron James prima che gli Heat firmassero Chris Bosh. Il 16 marzo 2017 subisce una frattura al gomito destro, riuscendo comunque a tornare in campo per le ultime partite della stagione in cui i tori riescono ad arrivare ai playoffs, in cui escono al primo turno contro i Boston Celtics.

#### Cleveland Cavaliers, ritorno ai Miami Heat e il ritiro (2017-2019)
Nell'estate 2017 si trasferisce ai Cleveland Cavaliers, ritrovando LeBron James, già suo compagno di squadra a Miami.
Nel febbraio 2018 fa ritorno ai Miami Heat. Il 5 marzo 2019 supera Michael Jordan in occasione della sfida contro gli Atlanta Hawks per numero di stoppate complessive in regular season. Il 10 aprile 2019 termina la sua carriera NBA realizzando una tripla doppia da 25 punti contro i Nets, in presenza degli amici e colleghi Lebron James, Carmelo Anthony e Chris Paul.

### Nazionale
Ha ricevuto la convocazione per le Olimpiadi 2004 ad Atene, dove la squadra statunitense è arrivata terza.
Convocato dal coach Mike Krzyzewski per il Mondiale 2006 in Giappone, dove, insieme a LeBron James e Carmelo Anthony (i tre capitani), non fa faville e porta la squadra solo al terzo posto, al di sotto delle aspettative. In questo campionato Wade colleziona una media di 19,3 punti a partita.
Wade ha partecipato anche alle Olimpiadi 2008 vincendo il suo primo oro.
Non ha fatto parte della squadra per le Olimpiadi di Londra a causa di un infortunio.

## Statistiche
| † | Denota le stagioni in cui ha vinto il titolo |
| * | Primo nella lega                             |

### NCAA
| Anno      | Squadra             | PG | PT | MP   | TC%  | 3P%  | TL%  | RP  | AP  | PRP | SP  | PP   |
| --------- | ------------------- | -- | -- | ---- | ---- | ---- | ---- | --- | --- | --- | --- | ---- |
| 2001-2002 | Marquette G. Eagles | 32 | -  | 29,2 | 48,7 | 34,6 | 69,0 | 6,6 | 3,4 | 2,5 | 1,1 | 17,8 |
| 2002-2003 | Marquette G. Eagles | 33 | 33 | 32,1 | 50,1 | 31,8 | 77,9 | 6,3 | 4,4 | 2,2 | 1,3 | 21,5 |
| Carriera  | Carriera            | 65 | 33 | 30,7 | 49,4 | 33,3 | 74,5 | 6,5 | 3,9 | 2,3 | 1,2 | 19,7 |

### NBA

#### Regular Season
| Anno       | Squadra             | PG   | PT  | MP   | TC%  | 3P%  | TL%  | RP  | AP  | PRP | SP  | PP    |
| ---------- | ------------------- | ---- | --- | ---- | ---- | ---- | ---- | --- | --- | --- | --- | ----- |
| 2003-2004  | Miami Heat          | 61   | 56  | 34,9 | 46,5 | 30,2 | 74,7 | 4,0 | 4,5 | 1,4 | 0,6 | 16,2  |
| 2004-2005  | Miami Heat          | 77   | 77  | 38,6 | 47,8 | 28,9 | 76,2 | 5,2 | 6,8 | 1,6 | 1,1 | 24,1  |
| 2005-2006† | Miami Heat          | 75   | 75  | 38,6 | 49,5 | 17,1 | 78,3 | 5,7 | 6,7 | 1,9 | 0,8 | 27,2  |
| 2006-2007  | Miami Heat          | 51   | 50  | 37,9 | 49,1 | 26,6 | 80,7 | 4,7 | 7,5 | 2,1 | 1,2 | 27,4  |
| 2007-2008  | Miami Heat          | 51   | 49  | 38,3 | 46,9 | 28,6 | 75,8 | 4,2 | 6,9 | 1,7 | 0,7 | 24,6  |
| 2008-2009  | Miami Heat          | 79   | 79  | 38,6 | 49,1 | 31,7 | 76,5 | 5,0 | 7,5 | 2,2 | 1,3 | 30,2* |
| 2009-2010  | Miami Heat          | 77   | 77  | 36,3 | 47,6 | 30,0 | 76,1 | 4,8 | 6,5 | 1,8 | 1,1 | 26,6  |
| 2010-2011  | Miami Heat          | 76   | 76  | 37,1 | 50,0 | 30,6 | 75,8 | 6,4 | 4,6 | 1,5 | 1,1 | 25,5  |
| 2011-2012† | Miami Heat          | 49   | 49  | 33,2 | 49,7 | 26,8 | 79,1 | 4,8 | 4,6 | 1,7 | 1,3 | 22,1  |
| 2012-2013† | Miami Heat          | 69   | 69  | 34,7 | 52,1 | 25,8 | 72,5 | 5,0 | 5,1 | 1,9 | 0,8 | 21,2  |
| 2013-2014  | Miami Heat          | 54   | 53  | 32,9 | 54,5 | 28,1 | 73,3 | 4,5 | 4,7 | 1,5 | 0,5 | 19,0  |
| 2014-2015  | Miami Heat          | 62   | 62  | 31,8 | 47,0 | 28,4 | 76,8 | 3,5 | 4,8 | 1,2 | 0,3 | 21,5  |
| 2015-2016  | Miami Heat          | 74   | 73  | 30,5 | 45,6 | 15,9 | 79,3 | 4,1 | 4,6 | 1,1 | 0,6 | 19,0  |
| 2016-2017  | Chicago Bulls       | 60   | 59  | 29,9 | 43,4 | 31,0 | 79,4 | 4,5 | 3,8 | 1,4 | 0,7 | 18,3  |
| 2017-2018  | Cleveland Cavaliers | 46   | 3   | 23,2 | 45,5 | 32,9 | 70,1 | 3,9 | 3,5 | 0,9 | 0,7 | 11,2  |
| 2017-2018  | Miami Heat          | 21   | 0   | 22,2 | 40,9 | 22,0 | 74,5 | 3,4 | 3,1 | 0,9 | 0,7 | 12,0  |
| 2018-2019  | Miami Heat          | 72   | 2   | 26,2 | 43,3 | 33,0 | 70,8 | 4,0 | 4,2 | 0,8 | 0,5 | 15,0  |
| Carriera   | Carriera            | 1054 | 909 | 33,9 | 48,0 | 29,3 | 76,5 | 4,7 | 5,4 | 1,5 | 0,8 | 22,0  |
| All-Star   | All-Star            | 12   | 10  | 23,8 | 63,4 | 25,0 | 72,0 | 3,6 | 4,8 | 2,3 | 0,4 | 15,7  |

#### Play-off
| Anno     | Squadra       | PG  | PT  | MP   | TC%  | 3P%  | TL%  | RP  | AP  | PRP | SP  | PP    |
| -------- | ------------- | --- | --- | ---- | ---- | ---- | ---- | --- | --- | --- | --- | ----- |
| 2004     | Miami Heat    | 13  | 13  | 39,2 | 45,5 | 37,5 | 78,7 | 4,0 | 5,6 | 1,3 | 0,3 | 18,0  |
| 2005     | Miami Heat    | 14  | 14  | 40,8 | 48,4 | 100  | 79,9 | 5,7 | 6,6 | 1,6 | 1,1 | 27,4  |
| 2006†    | Miami Heat    | 23* | 23  | 41,7 | 49,7 | 37,8 | 80,8 | 5,9 | 5,7 | 2,2 | 1,1 | 28,4  |
| 2007     | Miami Heat    | 4   | 4   | 40,5 | 42,9 | 0,0  | 68,8 | 4,8 | 6,3 | 1,3 | 0,5 | 23,5  |
| 2009     | Miami Heat    | 7   | 7   | 40,7 | 43,9 | 36,0 | 86,2 | 5,0 | 5,3 | 0,9 | 1,6 | 29,1  |
| 2010     | Miami Heat    | 5   | 5   | 42,0 | 56,4 | 40,5 | 67,5 | 5,6 | 6,8 | 1,6 | 1,6 | 33,2* |
| 2011     | Miami Heat    | 21* | 21  | 39,4 | 48,5 | 26,9 | 77,7 | 7,1 | 4,4 | 1,6 | 1,3 | 24,5  |
| 2012†    | Miami Heat    | 23* | 23  | 39,4 | 46,2 | 29,4 | 72,9 | 5,2 | 4,3 | 1,7 | 1,3 | 22,8  |
| 2013†    | Miami Heat    | 22  | 22  | 35,5 | 45,7 | 25,0 | 75,0 | 4,6 | 4,8 | 1,7 | 1,0 | 15,9  |
| 2014     | Miami Heat    | 20  | 20  | 34,7 | 50,0 | 37,5 | 76,7 | 3,9 | 3,9 | 1,5 | 0,3 | 17,8  |
| 2016     | Miami Heat    | 14  | 14  | 33,8 | 46,9 | 52,2 | 78,1 | 5,6 | 4,3 | 0,8 | 0,9 | 21,4  |
| 2017     | Chicago Bulls | 6   | 6   | 31,7 | 37,2 | 35,3 | 95,2 | 5,0 | 4,0 | 0,8 | 1,3 | 15,0  |
| 2018     | Miami Heat    | 5   | 0   | 25,4 | 44,3 | 0,0  | 80,8 | 4,2 | 3,6 | 1,4 | 0,2 | 16,6  |
| Carriera | Carriera      | 177 | 172 | 37,8 | 47,4 | 33,8 | 78,0 | 5,2 | 4,9 | 1,5 | 1,0 | 22,3  |

## Record
- È il miglior marcatore di sempre della storia dei Miami Heat.[32]
- È il miglior assistman di sempre della storia dei Miami Heat.[32]
- Detiene il record dei Miami Heat di maggior punti realizzati in un solo quarto: 24.
- Detiene il record di franchigia di punti segnati in una singola stagione (2008-09).
- È il giocatore con il maggior numero di palle rubate nella storia dei Miami Heat.
- Detiene il record di franchigia di stoppate in un singolo quarto: 4 (12-03-2011 contro Memphis).
- È il terzo giocatore nella storia dell'NBA che ha realizzato una "tripla doppia" nell All Star Game, con 24 punti, 10 rimbalzi e 10 assist nell'edizione del 2010.
- È la guardia con il maggior numero di stoppate nei playoff.[33]
- È la guardia con il maggior numero di stoppate in assoluto.[29]

### Career highs
- Massimo di punti: 55 vs. New York Knicks (12 aprile 2009)[34]
- Massimo di assist: 16 (2 volte)
- Massimo di rimbalzi: 16 vs. New York Knicks (27 gennaio 2011)
- Massimo di palle rubate: 8 vs. Dallas Mavericks (15 novembre 2013)
- Massimo di stoppate: 5 (6 volte)
- Massimo di tiri da 3 segnati: 6 (2 volte)
- Massimo di tiri liberi segnati: 23 vs. Cleveland Cavaliers (1º febbraio 2007)
- Massimo di minuti giocati: 52 vs. Utah Jazz (14 marzo 2009)

## Palmarès

### NBA
- Campionato NBA: 3

Miami Heat: 2006, 2012, 2013
- MVP delle Finali NBA: 2006
- MVP dell'All-Star Game: 2010
- Miglior marcatore: 2008-2009
- NBA Skills Challenge: 2006, 2007

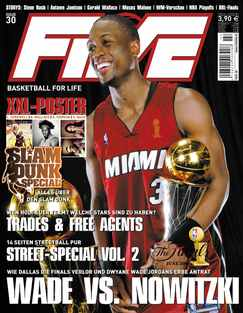
Wade sulla copertina del magazine Five dopo la vittoria del titolo NBA nel 2006 contro i Dallas Mavericks

- NBA All-Rookie First Team: 2003-04
- Convocazioni all'NBA All-Star Game: 13

2005, 2006, 2007, 2008, 2009, 2010, 2011, 2012, 2013, 2014, 2015, 2016, 2019
- Squadre All-NBA: 8

First Team: 2009, 2010
Second Team: 2005, 2006, 2011.
Third Team: 2007, 2012, 2013
- All-Defensive Team: 3

Second Team: 2005, 2009, 2010
- Trentanovesimo miglior marcatore di sempre sommando ABA e NBA
- Trentaquattresimo miglior marcatore di sempre NBA
- Trentaduesimo miglior giocatore per palle rubate di sempre NBA (34° sommando NBA e ABA)
- Quarantottesimo per numero di assist di sempre NBA
- Inserito nell'NBA 75th Anniversary Team
- Inserito nella Naismith Memorial Basketball Hall of Fame nel 2023

### Nazionale
- bronzo olimpico

Giochi della XXVIII Olimpiade
- oro olimpico

Giochi della XXIX Olimpiade
- Mondiali:

 Giappone 2006